# Битка код рта Матапан
Битка код рта Матапан је била поморска битка Другог светског рата која се водила крај обале грчког Пелопонеза између 27. и 29. марта 1941. Здружене снаге бродова британске и аустралијске морнарице под командом британског адмирала Ендру Канингама пресреле су и тешко оштетиле снаге италијанске морнарице (итал. Regia Marina), под командом адмирала Анђела Јакина.

## Позадина
Анализирајући прилике које су довеле до поморског окршаја код рта Гаудо, те последичне битке код рта Матапан, може се рећи да је вођство Италијанске краљевске ратне морнарице још почетком 1941. године преценило своје могућности и мислило да се може равноправно носити с британским снагама. Чињеница је да се радило о Медитерану као тзв. италијанском дворишту, као што је била и чињеница застарјелост британских капиталних бродова, али су Британци квалитетом извршења ратних задатака, као и агресивношћу и иницијативношћу значајно надилазили своје италијанске супарнике. Већ су се догодиле битке код рта Теулада и Сирте, као и британски ваздушно-торпедни напад на Таранто, који је на бруталан начин показао Италијанима ко има главну реч на Медитерану. Италијанска ратна морнарица, без обзира на своју бројчану надмоћ, била је сведена на концепт флоте без икакве иницијативе. Немачки савезници су притискали Италијане да буду агресивнији, поготово у циљу уништења британских конвоја на Медитерану, те стављања под контролу британских поморских снага, које су биле све већи проблем поморском транспорту снага Осовине.

## План
Под притиском својих савезника Немаца италијанска морнарица замислила је поморску акцију уз употребу великог дела својих површинских снага, с циљем да се нанесе удар по британском поморском транспорту према Криту и у Егејском мору, да се морнарици пружи могућност изазивања сукоба са британским снагама и удовољи немачким савезницима. Сама чињеница да су циљеви операције били толико широко дефинисани говори прије о политичким, него о војно-стратешким разлозима за такву акцију.
Половином марта 1941. заповедник италијанске ратне морнарице адмирал Артуро Рикарди одобрио је план италијанских операција у водама острва Крита.

## Снаге
За провођење операције одређени су следећи италијански ратни бродови: бојни брод Виторијо Венето, заповједни брод адмирала Јакина с борбеном скупином за блиско обезбеђивање састављеном од 4 разарача из Напуља, италијанска 1. дивизија крстарица (Зара, Пола и Фјуме) с борбеном скупином од 4 разарача под заповедништвом адмирала Катанеа из Таранта, италијанска 3. дивизија крстарица (Тренто, Триесте и Болцано) с борбеном скупином од 3 разарача под заповедништвом адмирала Луиђи Сансонетија из Месине, те италијанска 8. дивизија лаких крстарица (Дука дељи Абруци и Ђузепе Гарибалди) с борбеном скупином од два разарача под заповедништвом адмирала Лењанија из Бриндизија.
Сви италијански пловни састави требало је да се споје на позицији 60 mi (97 km) југоисточно од Калабрије. Пловни састав 1. дивизије одатле је требало самостално да дејствује, а остали пловни састави под непосредном командом адмирала Јакина. Због извиђања и осигурања у том подручју, негдје је било и 5 италијанских подморница које су вребале из дубина. Разрађено је и дејствовање између италијанског ваздухопловства и немачког 10. ваздушног корпуса који је базирао на Сицилији. Задатак авијације била је стално штитити пловне саставе из ваздуха.
Италијанско заповедништво ратне морнарице предвиђало је да ће се у борбе на мору упустити следећи британски пловни састави: бојни бродови Ворспајт, Бархам, Валиант, носач авиона Формидабл и борбена скупина од 9 разарача под заповедништвом британског адмирала Канингама. Међутим, након немачког напада на Грчку, Британци су у то подручје издвојили пловну ударну скупину од 4 лаке крстарице (Орион, Ајакс, Перт и Глосестер) и 4 разарача под заповједништвом британског адмирала Випела. Иако то планом није било предвиђено, италијански адмирал Јакино због слабог учествовања авијације, заповеда 1. дивизији да му се одмах прикључи и плови у његовом саставу. Док су пловни састави пловили један другом у сусрет у ваздуху су подигнути извиднички хидроавиони и то два с италијанске стране и чак 5 с британске стране.

## Битка

### Увод у битку
Дана 27. марта 1941. године састале су се италијанске снаге намењене операцији „Гаудо": под заповедништвом адмирала Јакина на најмодернијем бојном броду Виторијо Венето. Ту су још била 2 одреда тешких крстарица с топовима од 203 mm (укупно 6 тешких крстарица), 2 лаке крстарице с топовима од 152 mm, те 13 разарача с топовима од 120 mm. Битна претпоставка за успех операције била је сарадња са ваздушним снагама, као и што је касније могуће откривање испловљења италијанских снага од стране Британаца. Осим тога, претпоставило се да су британске снаге десетковане немачким торпедним нападом десетак дана раније, када су наводно два бојна брода била тешко оштећена и избачена из строја. Све ове претпоставке нису се оствариле, што је само по себи требало да буде лош знак, односно требало је да доведе до значајне промене италијанског плана: Луфтвафе није осигурао ефикасну ваздушну подршку, па су британски извиђачки авиони могли без проблема да утврде састав италијанске ескадре, чак и када због измаглице нису били у могућности одредити њихов прави курс кретања. Такође, ускоро су од немачких извиђача стигле и информације о пуној борбеној готовости британских капиталних бродова, иако је њихов положај и даље била александријска лука. Схвативши да су откривени, Италијани су могли претпоставити да ће Британци сада повући свој цели поморски транспорт из опасне зоне, као и чињеницу да су са 3 (макар и стара) бојна брода те носачем авиона Формидабл Британци језичак на ваги тактичке надмоћи помакли у своју корист. Међутим, не обазирући се на споменуто, Јакино је наставио по предвиђеном плану и курсу: тако је након мирне ноћи између 27. и 28. марта, рано ујутро извиђачки хидроавион лансиран са Виторија Венета открио 7. крстарички одред брит. адмирала Придама Випла, са 4 лаке крстарице (топови од 152 mm) и 4 разарача. 3. италијански одред тешких крстарица (Триесте, Тренто, Болцано) ступио је у контакт с британским одредом, с циљем да га ватром притисне према италијанском капиталном броду. Очигледно је да је исти задатак имала и Виплова група: намамити италијанске бродове под удар 15-палачних топова својих капиталних бродова. Италијанске су крстарице отвориле ватру с 22.000 m, удаљености на којој им британске лаке крстарице нису могле ништа, па су Британци пожурили изаћи испод удара, при томе ипак одржавајући контакт, али и омогућујући Виторију Венету да им се неопажено приближи.

### Напад наВиторио Венето
Чудна чињеница да осјетно слабије непријатељске снаге непријатеља не бјеже, већ одржавају контакт није узроковала дужну пажњу у италијанској команди. Приближивши се британским крстарицама на 23.000 m, нешто прије 11.00 часова Виторио Венето је отворио ватру из својих 381 mm топова. Придружили су му се и топови од 203 mm италијанских тешких крстарица, па су Британци ускоро дошли у незавидан положај. Иако изненађене појавом Виториа Венета, спасила их је добра организованост британских посада и слаба прецизност италијанских артиљераца: крстарице Орион и Глосестер биле су оштећене погоцима или блиским промашајима, али су стигли поставити димну завјесу и одржати брзину од 30 чворова, и даље извршавајући свој основни задатак - мамећи италијанску флоту равно у чељусти британских бојних бродова. Може се нагађати што би се догодило у случају сусрета с британским тешким јединицама, али су управо Британци узроковали прекид италијанског праћења, нападом својих торпедних авиона с носача Формидабл. Италијански је адмирал постао свестан опасности од непријатељских авиона, као и врло извјесне могућности да се на пучини, осим британског носача, налазе и бојни бродови. Иако британски ваздушни напад није дао никакве учинке осим прекида ватреног контакта с британским снагама, Јакино је одлучио прекинути операцију и кренути према својим базама. Британске су крстарице, на сигурној удаљености, и даље пратиле италијанску ескадру, непрестано јављајући њен положај. Чини се да италијански адмирал није придавао дужну пажњу могућој близини главнине британских снага: веровао је у значајну предност коју су италијанске јединице имале пред британским бојним бродовима. То су схватали и Британци, знајући да ће њихова бројчана надмоћ доћи до изражаја само у случају успорења италијанског адмиралског брода. То им је коначно и успело након више напада бомбардерима и торпедним авионима, који су започели у 14.30. У задњем нападу, торпедни авион типа Фејри Албакор, с пилотом С. Дејлијел-Стидом (енгл. Dalyell-Stead), успио је лансирати свој торпедо из непосредне близине на Виторио Венето. Тај је покушај британски пилот платио животом, али је италијански адмиралски брод био погођен у најосетљивије место: леви бродски пропелер и кормило. Дубље уронивши крмом због воде која је почела продирати кроз оштећену оплату, кормила блокираног у положају „налево“, бојни се брод у 15.30 зауставио.
Није остао дуго заустављен: већ је 6 минута касније могао развити брзину од 16 чворова. Ипак, то је било готово двоструко мање од његове првобитне максималне брзине - Британци су постигли циљ успоравања италијанског капиталног брода.

### Повлачење италијанских бродова
Италијани, схватајући опасност од евентуалних наставака ваздушних напада, пожурили су затражити помоћ авијације својих савезника, тако да су се убрзо на небу изнад оштећеног брода појавили ловци Месершмит Bf 110. Чини се да италијански адмирал није схватао да му опасност прије свега прети од британских површинских снага. Сматрао је да га британска 7. крстаричка дивизија и даље будно прати у стопу, али је претпоставио да је њихова улога првенствено навођење авиона, те да је на мору он тај који одлучује о наставку или прекиду борбе. У оваквој ситуацији му сигурно нису били од помоћи доста конфузни извештаји извиђача о положају непријатеља који су, да ствар буде гора, увек давали већу удаљеност од италијанских снага, стварајући лажни осјећај сигурности.
Уосталом, већ је било довољно проблема: са погођеним адмиралским бродом, заинтересованост Италијана за било какав сусрет с британским снагама била је равна нули. Примарни циљ је сада био без даљих узбуђења стићи до својих база. Осим тога, ближила се ноћ. Италијанске јединице, постројене у 5 колона са рањеним Виториом Венетом у средини пловиле су оноликом брзином колико је то допуштао степен оштећења адмиралског брода: понекад и са тек 15 чворова. Двије лаке крстарице, Дука дељи Абруци и Ђузепе Гарибалди, према наређењу адмирала, одвојиле су се од главног дела ескадре ради самосталног пробоја према бази у Бриндизију. Како се ближио сумрак, италијански је адмирал добио двије забрињавајуће поруке: једна је била извештај немачког извиђача, који је јављао позицију најмање једног непријатељског бојног брода на 75 mi (121 km) удаљености. То се на први поглед није чинило толико опасним (иако је стварна удаљеност износила 55 mi (89 km)), али се односило на стање пре неколико сати, тј. на период времена када је читава италијанска ескадра била успорена због оштећења адмиралског брода. Друга се порука односила на дешифровано наређење британским авиона из базе Малеме, где се говорило о “нападу на италијанску ескадру у тренутку заласка сунца”. Ту се Јакино сигурно сетио лаких крстарица које је послао својим путем: сада је жалио за њиховим противавионским батеријама.
У напад је из базе у Малемеу (Крит) и са носача Формидабл полетјело 10 британских торпедних авиона, 6 типа Албакор и 4 Свордфиш. У 18.23 су се појавили изнад италијанске ескадре, али су држали дистанцу, чекајући залазак сунца, ради отежања гађања противавионске артиљерије. Један од авиона преузео је улогу навођења, док су остали у дочекали залазак у 18.51, и кренули у напад из бришућег лета у 19.28. Италијански су бродови још пре добили наређење за постављање димне завесе, док су на небу рефлекторима тражили британске авионе. Чинило се да ће италијанска тактика имати успеха, и да ће сви бродови успети да издрже напад без оштећења.
По одласку авиона, Јакино је био сигуран да се извукао. Али, стиже помало конфузно извешће о резултатима ваздушног напада на крстарице 1. дивизије: са Заре јављају да је Пола заустављена. Судбина је хтјела да управо задњи британски авион погоди торпедом тешку крстарицу Пола у крмени део брода.
На самој заустављеној крстарици Пола, којој је погодак торпеда у подручје електрогенератора уништио све пароводе и потпуно онемогућио снабдевање енергијом, завладала је паника. Непокретни брод утонуо је у мрак, са свим машинама заустављеним, без могућности покретања топовских кула, уз посаду која је у неизвесности чекала сигнал за напуштање брода. Неки га нису ни чекали, већ су на своју руку поскакали у море. Међутим, мало по мало ситуација на броду се стабилизовала, након што се спречио даљи продор воде, и увидјело да броду не прети непосредна опасност од потапања. “Купачи” су сада молили преосталу посаду да их дигне натраг на брод, што су ови и учинили. Али, сада је настао проблем како се угрејати на броду без енергије. Спас је пронађен у алкохолу, па се бродом убрзо орила песма стотина пијаних морнара.
Адмирал Јакино је сада требало да одлучити како даље. Првобитна се одлука адмирала чинила исправном: подржао је одлуку команданта 1. дивизије крстарица адмирала Катанеа да само уз помоћ два разарача покушати тегљење оштећене крстарице, надајући се да ће јутро дочекати довољно далеко од британских снага, кад ће се већ моћи рачунати на “кишобран” немачких и италијанских авиона. Међутим, убрзо је следила одлука која је у најмању руку била контроверзна: преостале две крстарице 1. одреда и разарачи 9. одреда су се имали вратити са циљем пружања заштите и помоћи Поли(с које је у 20.53 послана радио-порука где се тражи помоћ и тегаљ), уз (сувишно) појашњење да се у случају сусрета с надмоћним непријатељем треба да повуку, не излажући се опасности и препуштајући Полу судбини. Непосредно после 21.00 часова, Фјуме, Зара и 4 разарача окренули су се и запловили у помоћ крстарици Пола, извршавајући наређење које ће за већину чланова посаде значити смрт.
Док су се крстарице 1. дивизије приближавале својој судбини, Виторио Венето је шепао према Таранту, укрцавши 4.000 тона воде, утонуо скоро до крмене палубе, с адмиралом који и даље није схватао тактичку ситуацију у којој се налазила његова ескадра. Јакино је био запослен слањем захтева за ваздушну подршку, оправдано страхујући за њену ефикасност, будући да су догађаји из пријашњег дана јасно показали огромне проблеме у сарадњи између италијанске ескадре и ваздушних снага Осовине. На опрезу због могућег напада непријатељских разарача, на италијанском су бојном броду пажљиво осматрали околину. Изненада, око 22.30, неколико десетина миља даље, јасно су се могле разазнати салве великих калибара, бљескови експлозија и рефлектора. Ватромет је трајао негдје до 23.06, а у 23.55 примећена је страховита експлозија, праћена јаким бљесковима. Италијански адмирал није имао појма што се догађа. Послао је поруку својим крстаричким одредима, упитавши ако су нападнути. Са крстарице Триесте (3. дивизија, који се налазио по крми Виторију Венету, напредујући истим курсом према Таранту) уредно су му одговорили да се код њих ништа не догађа. Са крстарице Зара, међутим, нису одговорили ништа. Били су заузети нестајањем у диму и пламену експлозија.

### Уништење италијанских бродова
7. дивизија крстарица адмирала Придам-Випла уредно је и даље пратила италијанску ескадру, држећи се на крајњем рубу видљивости. Већ после заласка сунца, британске су се крстарице оријентисале на противавионску ватру која је долазила од италијанских крстарица, нападнутим од стране британских авиона. У 20.40, Орион је на својем радару (старијег типа, са фиксном антеном која се сматрала непоузданом) открио заустављено веће пловило на удаљености од свега 6 mi (9,7 km). У међувремену, 2. и 14. дивизије британских разарача кренуле су напред, са циљем торпедног напада на италијанске бродове. Главнина британских снага напредовала је у колони, на челу које се налазио бојни брод Ворспајт. Следили су бојни бродови Валијант, Бархам и носач Формидабл. Са обје стране колоне капиталних бродова налазила су се по два разарача. Једине британске јединице опремљене радаром били су Валијант и Формидабл те крстарице Ајакс и Орион – ниједан од британских разарача није имао споменуте апарате.
У 21.55 часова радар крстарице Ајакс открио је три неидентификована брода на 5 mi (8,0 km) удаљености. Радило се о италијанским крстарицама 1. дивизије, али су Британци погрешно претпоставили да се ради о њиховим властитим разарачима, те чак промијенили курс, који их је сада удаљавао од откривених бродова. Будући је радарски контакт уследио у 22.03, када је Валијант открио велику пловну јединицу заустављену са леве стране од британске ескадре. Претпоставивши да се ради о Виторију Венету британски су бродови кренули на брзо зближавање са непријатељем, у 20.20 се приближивши непознатом броду (била је то Пола) на 4 mi (6,4 km). На крстарици Пола су се обрадовали тамним силуетама на хоризонту, сматрајући да се ради о бродовима из њихове 1. дивизије тешких крстарица. Да је у непосредној близини могуће појављивање главнине непријатељских снага, то им очигледно није могло пасти на памет. Зато је командант Поле наредио испаљивање сигналне црвене ракете, договореног знака за означавање својег положаја. Крстарице адмирала Катанеа, иако су већ биле у непосредној близини, нису приметиле сигнал, али су га уредно запазили на британским бродовима, те се припремили за акцију.
Занимљиво је да је радар очигледно имао велику важност при откривању положаја крстарице Пола, али оно што је уследило (са свим последицама) није имало везе с новом технологијом, већ са добром старом навиком осматрања, односно интензивне употребе чула вида: са разарача Стјуарт у 22.23 визуелно су примећене силуете бродова које су долазиле са десне стране. Визуелни контакт успостављен је два минута касније и на бојном броду Ворспајт, где су непознати бродови идентификовани као "2 крстарице класе Зара и 1 крстарица класе Кондотјери". У одлучујућим тренуцима почетка покоља код Матапана радар није играо никакву улогу: Британци су своје циљеве угледали и (више-мање тачно) идентификовали голим оком. Командант британских снага, адмирал Ендру Канингам одмах је наредио излазак из линије носачу авиона, док су топови главног калибра од 381 mm британских бојних бродова, укупно 24 комада, који су већ били нациљани на Полу, сада брзо били окренути према новим циљевима.
У међувремену, не схватајући да се налазе у смртној опасности, италијанске су се крстарице полако, брзином од свега 6 чворова приближавале својој судбини. Топови крстарица били су у положајима у симетрали бродова, будући да се ноћна акција никад није увежбавала, нити је било осветљавајуће муниције, нити је употреба топова главног калибра уопште била предвиђена ноћу. Врло мала брзина италијанских бродова могла се објаснити опрезом да се не налети на заустављену Полу (коју Италијани још нису примијетили), али је пуно теже објаснити чињеницу која је граничила са криминалним немаром: 4 разарача нису се налазила испред крстарица, како би евентуално упозорили и заштитили крстарице у случају сусрета са непријатељем, већ је било обрнуто. Било како било, рачун за низ погрешних одлука италијанског адмирала стигао је на наплату.
Масакр је започео у 22.27: разарач Грејхунд осветлио је рефлектором крстарице адмирала Катанеа, дајући тако перфектну слику за британске артиљерце, који су отворили ватру с удаљености од 2 до 3 хиљаде метара. Бојни бродови Ворспајт и Валијант отворили су своје салве на Фјуме, док је Бархам ударио на Зару и 9. дивизију разарача. Од прве салве од 6 граната од 381 mm, Фјуме је погођена са пет граната, након чега су се заређали даљи погоци како најтежих, тако и средњих калибара. Фјуме и Зара убрзо су претворене у плутајуће ломаче, са разнесеним надграђима и топовским кулама (које нису стигле испалити ни једну салву), стотинама мртвих и рањених. Иста је судбина задесила и разараче Алфијери и Кардучи, једине италијанске јединице које су стигле борбено да реагују: први је разарач пре свог уништења испалио неколико торпеда, као и неколико салви својих прамчаних топова од 120 mm, док је други покушао сакрити италијански одред димном завесом. Њихови су напори остали без икаквих резултата у вези евентуално погођених британских бродова, али се може рећи да је тиме олакшан бијег преостала два разарача, Оријани и Ђоберти.
У тој апокалиптичној размени ватре (која је трајала тек четири минуте), Британци су испалили тачно 100 граната од 381 mm: Ворспајт 40, Валијант 39 и Бархам 21. Улогу докрајчивања смртно рањених италијанских бродова преузели су британски разарачи: Алфијери и Кардучи су торпедирани. Зара је експлодирала након што су је погодила два торпеда са разарача Џервис. Фјуме је већ била у тако лошем стању да су Британци вероватно одлучили да уштеде пар торпеда: још пре поноћи пламтећа олупина је нестала у дубинама преврнувши се на десну страну.
Сада је коначно дошло вријеме да се Британци посвете Поли коју је примијетио разарач Хавок, управо након што је скратио муке разарачу Кардучи. Пола је и даље плутала у мраку, са пијаном посадом и неупотребљивом артиљеријом. Британци су очекивали отпор, и били прилично зачуђени његовим изостанком. Кад се увидело да је борбена вредност брода на нули, разарач Џервис приближио се крстарици, покупио преосталу посаду и (након краћег премишљања команданта да је тегли као ратни плен) испалио пар торпеда која су јој запечатила судбину у 04.03, 29. марта. Британски су бродови спашавали преживеле, уз радио-поруку (нешифрованим текстом) о положају бродоломаца, да италијански спасилачки бродови стигну на поприште трагедије. Занимљиво је да је италијански болнички брод Градиска испловио још пре те кобне вечери, као да је Ређа Марина имала лош предосјећај. Са доласком јутра британска акција спашавања је прекинута, јер је настала реална опасност од напада непријатељског ваздухопловства и подморница. Адмирал Канингам је био свестан великог тактичког успеха који је постигао, али није крио своје незадовољство што му је побегао бојни брод Виторио Венето.

## Резултати
Само у ноћној поморској акцији ратна магла ослепљује противника толико да не види што се заправо догађа— Адмирал Ендру Канингам
У бици код Матапана италијанска ратна морнарица изгубила је 3 крстарице и 2 разарача, а оштећени су бојни брод Виторио Венето и још један разарач. Погинуло је око 2400 италијанских морнара, док их је 900 спашено из мора и заробљено на британским бродовима. Британска морнарица изгубила је само један торпедни авион. Пораз код Матапана силно је уздрмао и до краја пољуљао углед и морал Италијанске ратне морнарице, која се никада више током Другог светског рата неће удаљити из својих база и лука, па чак нити онда када ће услови за то да буду идеални.